# Metaliaj
Metaliaj – wieś położona w północnej części Albanii w gminie Fajzë. Wieś znajduje się 98 kilometrów od stolicy państwa, Tirany.

## Demografia
Według spisu ludności z 1989 roku we wsi Metaliaj mieszkało 715 mieszkańców.